# Norddeutsches Krippenmuseum
Das Norddeutsche Krippenmuseum in der Heilig-Geist-Kirche in Güstrow zeigt seit 2007 in einer Dauerausstellung Weihnachtskrippen aus aller Welt. Ergänzt wird die Museumsschau durch Sonderausstellungen, für die beispielsweise Privatleute ihre Krippen leihweise zur Verfügung stellen.

## Sammlungsgrundlage
Mechthild Ringguth aus Hamburg hat über 40 Jahre in ca. 70 Ländern Weihnachtskrippen gesammelt. Zur Sammlung zählen rund 690 Krippen aller Kontinente, von denen ungefähr 100 in der ständigen Ausstellung zu sehen sind. Die Krippen sind zum Großteil Auftragswerke, gefertigt von einheimischen Künstlern, die mit ortstypischen Materialien und mit ihrer Kunstfertigkeit sowie der eigenen christlichen Glaubensauffassung die Weihnachtsgeschichte gestaltet haben. Die Vielfalt der Formen, des Materials, der Größe und Gestaltung ist auch ethnologisch sehr interessant und unterstreicht die Einmaligkeit und den Wert dieser Sammlung.
Das Museum Hedwig Steffler aus Münster hat nach der Eröffnung weitere Krippen für die Ausstellung gestiftet.
Betreiber des Museums ist die Weihnachtskrippen in Heilig Geist – Mechthild und Dr. Rudolf Ringguth Stiftung, die sich zum Zwecke der Ausstellung und Bewahrung der Sammlung gegründet hat.

## Geschichte der Heilig-Geist-Kirche
Das Kirchengebäude ist als städtisches Krankenhaus und Pflegeheim im Stil der Backsteingotik errichtet worden und wurde 1308 als Hospitalstiftung erstmals urkundlich erwähnt.

Zwischen 1451 und 1466 erhielt die Kirche eine Glocke des mecklenburgischen Glockengießers Clawes Duncker, welche seit Ende des 20. Jahrhunderts aus statischen Gründen nicht mehr freischwingend geläutet werden kann. Die Nutzung als Kirche erfolgte ab 1524. Ein Jahr später wurde der erste lutherische Gottesdienst in Güstrow in diesem Gebäude gefeiert.
Die Heilig-Geist-Kirche diene von 1824 bis 1945 als Kapelle für das Landesarbeitshaus im Güstrower Schloss. Bis 1973 war sie Kapelle für die Güstrower Gemeinde, bevor sie im gleichen Jahr wegen Baufälligkeit geschlossen werden musste.
Nach der Wiedervereinigung standen mittel der Städtebauförderung für eine umfangreiche Sanierung des denkmalgeschütztem Gebäudes bereit. Diese erfolgte von 2005 bis 2007 und ist seitdem Ausstellungsort für das Krippenmuseum, welches im Dezember 2007 eröffnete. Es knüpft an eine vorherige Tradition aus Güstrow an, bei der 1993 im Haus am Markt 25 eine erste Ausstellung von privaten Weihnachtskrippen stattfand, die danach jährlich wiederholt werden konnte.